# Волынский, Пётр Иванович Большой
Пётр Иванович Волынский Большой —  воевода во времена правления Ивана IV Васильевича Грозного. 
Из дворянского рода Волынские, сын Ивана Саввича Волынского. Имел брата Волынского Петра Ивановича Меньшого.

## Биография
На свадьбе 28 апреля 1555 года князя Владимира Андреевича Старицкого с княжной Евдокией Романовной Одоевской нёс княжеское изголовье к церкви. В чине дворянина 1-й статьи подписался 02 июля 1566 года на приговорной грамоте о продолжении войны с Польшей. В 1578-1579 годах воевода в Полоцке, за рекою Полотой в остроге защищавшим город. В 1579 году, во время осады Полоцка Стефаном Баторием бывши воеводой в стратегически значимом в обороне этого города остроге, согласился на сдачу города, вопреки настоянию архиепископа, служилых людей и жителей, решивших или погибнуть или обороняясь отсидеться за стенами. Н.М. Карамзин называет его "слабым духом". В 1579 году взят в плен и увезён в Литву.
По родословной росписи показан бездетным.